# Aarón Ñíguez
Aarón, de son nom complet Aarón Ñíguez Esclapez, est un footballeur espagnol né le 26 avril 1989 à Elche (Espagne). Formé au Valence CF, il évolue au poste de milieu offensif au CD Eldense.

## Biographie

### En club
Avec le club du Valence CF, il joue un match en Ligue des champions.
Le 4 mars 2020, libre de tout contrat, il s'engage pour six mois en faveur du Málaga CF.

### En sélection nationale
Aarón participe au championnat d'Europe des moins de 17 ans en 2006 avec l'équipe d'Espagne des moins de 17 ans. Il termine quatrième meilleur buteur du tournoi, avec trois buts.

## Palmarès
- Rangers FC
  - Champion d'Écosse en 2009
  - Vainqueur de la Coupe d'Écosse en 2009

- Elche CF
  - Champion d'Espagne de D2 en 2013